# Fasching (Familie)
Maria Fasching (* 22. Juni 1900 in Oberfrein, heute Gemeinde Neuberg an der Mürz) rettete 1945 am österreichischen Lahnsattel gemeinsam mit ihren Kindern Fritz (Friedrich; * 1921) und Mitzi Fasching (Maria; * 1922) mehrere Kundschafter der Roten Armee vor der Verhaftung und Ermordung durch die Nationalsozialisten.
Am 23. März 1945 setzte die Rote Armee mehrere Kundschafter mit Fallschirmen in den österreichischen Alpen ab. Bei der Landung brach sich Maria Sabeschinsky (* 1923 in Riga), eine deutschsprechende, russische Jüdin, ein Bein, so dass die Gruppe nur langsam vorankam. Da die Funksprüche der russischen Truppen früh von deutschen Soldaten abgehört worden waren, wurden die Russen schnell aufgespürt und verfolgt.
Am 17. April erreichte die Gruppe das Dorf Lahnsattel in Niederösterreich, erschöpft von der Flucht und der dauernden Bedrohung. Aus Verzweiflung baten sie trotz der Gefahr eines Verrats an einem Haus am Ortsrand – dem Haus der Familie Fasching – um Hilfe. Maria Fasching versteckte daraufhin die Russen auf dem Dachboden, versorgte sie gemeinsam mit ihren Kindern mit Nahrung, trocknete ihre Kleidung und kümmerte sich um das verletzte Bein Sabeschinskys. Bereits am nächsten Tag erfuhr Maria Fasching von einem Nachbarn von der bevorstehenden Durchsuchung des Ortes durch die Schutzstaffel (SS), woraufhin die russischen Soldaten das Dorf wieder verließen. Aufgrund ihrer schlechten körperlichen Verfassung musste Sabeschinsky zurückbleiben, die Familie Fasching versteckte sie trotz des Wissens um ihre jüdische Herkunft und der mit ihrer Anwesenheit im Haus verbundenen Todesgefahr für die Familie weiterhin.
Bei der Razzia im Dorf verzichtete die SS zwar auf eine Hausdurchsuchung bei Faschings, stellte allerdings danach Wachposten auf der Straße direkt vor dem Haus auf. Obwohl SS-Männer regelmäßig in das Haus der Familie Fasching kamen, um sich dort aufzuwärmen, wurde Sabeschinsky nicht entdeckt. Nach dem Abzug der Deutschen und dem Einmarsch der Roten Armee am 7. Mai 1945 konnte sie ihr Versteck verlassen und in die Sowjetunion zurückkehren.
1991 wurden Maria, Mitzi und Fritz Fasching für die Rettung Sabeschinskys von der israelischen Holocaustgedenkstätte Yad Vashem als Gerechte unter den Völkern ausgezeichnet.